# Волков, Анатолий (учёный)
Анатолий Волков (англ. Anatole Boris Volkov; 1924—2000) — американский учёный-физик; также шпион, работавший с родителями на СССР во время Второй мировой войны.

## Биография
Родился 29 октября 1924 года в Сан-Франциско, штат Калифорния, в семье Бориса Волкова, офицера Белой армии и Елены Витте, дочери барона Петра Витте. Вскоре после его рождения родители развелись, и мать в 1930 году повторно вышла замуж за американского бизнесмена Натана Сильвермастера.
Анатолий успел поучаствовать во Второй мировой войне, отслужив два года в качестве оператора радара в ВМС США на Тихом океане. Затем он стал участником шпионской группы Silvermaster group, руководимой его отчимом и в которой принимала участие его мать. Выполнял роль курьера между Вашингтоном и Нью-Йорком. После их разоблачения в 1948 году никто из семьи осуждён не был.
В этом же году Анатолий получил степень бакалавра наук в Университете Северной Каролины, а в 1950 году — степени магистра и доктора философии Университете Висконсина в Мадисоне в 1950 году. Переехал в Израиль, где занимался научной работой в университете Технион в Хайфе и в Институте Вейцмана в Реховоте. Оттуда Волков переехал в Копенгаген, где в 1963 году работал в Институте Нильса Бора. В 1964 году он переехал в Канаду и преподавал в Университете Макмастера до своей отставки в 1989 году.
Умер от рака 28 ноября 2000 года в городе Лейкленд, штат Флорида.